# Petri Suvanto
Petri Suvanto, né le 13 novembre 1992 à Seinäjoki est un pilote automobile finlandais.

## Résultats en compétition automobile
- 2010 :
  - Formule BMW Europe : 11e avec 96 points

- 2011 :
  - US F2000 National Championship : Champion avec cinq victoires

- 2012 :
  - Star Mazda : 5e avec un podium

- 2013 :
  - Pro Mazda : 10e avec 57 points